# Резач за јаја
Резач за јаја је прибор за припрему хране који се користи за брзо и равномерно резање огуљених, тврдо куваних јаја. Резач за јаја се састоји од посуде са прорезима за држање јаја и плоче са шаркама од жица или сечива које се могу затворити за резање.  
Измислио га је почетком 20. века Немац Вили Абел (1875–1951) који је такође изумео резач хлеба. Први резач за јаја произведен је у Берлин-Лихтенбергу. 
Холандски комичарски дуо Ван Котен ен де Би направио је подругљиви документарац о холандској фабрици за сечење јаја 1983. 

## Као музички инструмент
Неки резачи јаја који имају танке жице могу се свирати као жичани инструменти. Пример је снимак енглеске експерименталне музичке групе Coil  - "The Gimp (Sometimes)", где је члан групе Џон Баланс свирао соло на резачу за јаја, назвавши га "мини-харфом", како у студијској верзији тако и у каснијим наступима уживо.